# 弗兰克·毛厄尔
弗兰克·毛厄尔（德語：Frank Mauer，1988年4月12日—），德国男子冰球运动员，场上位置是前锋。他曾代表德国参加2018年冬季奥林匹克运动会冰球比赛，获得一枚银牌。